# 琴似栄町通
琴似栄町通（ことにさかえまちどおり）とは、札幌市西区から東区に至る都市計画道路。区間により札幌市道、北海道道276号琴似停車場線、北海道道277号琴似停車場新琴似線になる。

## 路線データ
- 起点：札幌市西区山の手3条11丁目（北1条宮の沢通交点）[1]
- 終点：札幌市東区栄町（篠路通交点）[1]
- 幅員：18 m[1]
- 車線数：2〜4車線

## 歴史
琴似の道はかつての琴似屯田兵村（屯田兵）の中央通り（琴似本通）であり、軍事訓練や農耕地へ往来する半農半兵の姿があった。兵村が終わると琴似屯田兵村兵屋跡周辺の一部が市街地化していたが、近郊農村の風景が広がっていた。1955年（昭和30年）に琴似町が札幌市に編入されると住宅地化が進んだ。1976年（昭和51年）に札幌市営地下鉄東西線琴似駅が開業し、1988年（昭和63年）に北海道旅客鉄道（JR北海道）函館本線が高架化すると、駅前を中心にマンションなど高層建築物の建設が進んだ。2003年（平成15年）には雪対策として北5条手稲通から新川（琴似川）までの地下に設置した流雪溝が供用開始している。

## 路線状況
区間
- 北海道道276号琴似停車場線（札幌市西区山の手3条1丁目 - 札幌市西区八軒1条西1丁目）
- 北海道道277号琴似停車場新琴似線（札幌市西区八軒1条西1丁目 - 札幌市東区北48条東1丁目）
- 北海道道865号樽川篠路線（札幌市北区新琴似8条1丁目 - 札幌市東区北48条東1丁目）※道道277号琴似停車場新琴似線との重用区間

道路施設
- 新川橋
- 中島橋

## 地理
主要市道9902号南19条宮の沢線（北1条宮の沢通）交点が起点となる。西区琴似の沿道には琴似神社、西区民センター・西保健センターや西区役所があるほか、二十四軒手稲通交点の地下には札幌市営地下鉄東西線琴似駅があり、周辺には琴似屯田兵村兵屋跡やイオン札幌琴似店などが立地している。地下鉄琴似駅から北海道旅客鉄道（JR北海道）琴似駅までの商店街には飲食店や銀行、商業施設や宿泊施設などがある。札沼線（学園都市線）の高架を潜り、新川（琴似川）を越えると北区となり、札沼線（学園都市線）が並行している。札樽自動車道及び国道5号との立体交差を経て、新琴似の沿道には店舗兼事務所のニトリ麻生店があり、ニトリホールディングス札幌本社所在地になっている。周辺には札幌市営地下鉄南北線麻生駅や札沼線（学園都市線）新琴似駅があるほか、麻生町にある札幌市麻生球場、創成川水処理センター・水再生プラザ（下水処理場）、札幌市下水道科学館に近接している。国道231号（創成川通）交点から東区となって東向きに進路が変わり、篠路通交点で終点となる。

### 交差する道路
- 主要市道9902号南19条宮の沢線（北1条宮の沢通）
- 北海道道453号西野白石線（山の手通）
- 北海道道124号宮の沢北一条線（北5条手稲通）
- 二十四軒手稲通
- 桑園発寒通
- 鉄工団地通
- 北海道道452号下手稲札幌線（下手稲通）
- 新川通
- 国道5号（札幌新道）※旭川・苫小牧方面のみランプ形式で接続
- 新琴似2条通
- 北海道道865号樽川篠路線・西5丁目樽川通
- 国道231号（創成川通）
- 主要市道9900号真駒内篠路線（東8丁目篠路通）
- 東15丁目屯田通
- 篠路通